# Широка Ријека
Широка Ријека је насељено место на Кордуну, у саставу општине Војнић, Карловачка жупанија, Република Хрватска.

## Историја
Широка Ријека се од распада Југославије до августа 1995. године налазила у Републици Српској Крајини.

## Становништво
Широка Ријека је према попису из 2011. године имала 161 становника.

### Број становника по пописима
| Националност   | 2001. | 1991. | 1981. | 1971. | 1961. | 1953. | 1948. | 1931. | 1921. | 1910. | 1900. | 1890. | 1880. | 1869. | 1857. |
| бр. становника | 126   | 197   | 208   | 245   | 297   | 289   | 182   | 438   | 437   | 373   | 386   | 344   | 281   | 323   | 230   |

### Национални састав
| Националност       | 2001.       | 1991.        | 1981.        | 1971.        | 1961.        |
| Срби               | 41 (32,53%) | 147 (74,61%) | 153 (73,55%) | 237 (96,73%) | 288 (96,96%) |
| Хрвати             | 14 (11,11%) | 1 (0,50%)    | 0            | 1 (0,40%)    | 4 (1,34%)    |
| Југословени        | 0           | 1 (0,50%)    | 17 (8,17%)   | 3 (1,22%)    | 4 (1,34%)    |
| остали и непознато | 71 (56,34%) | 48 (24,36%)  | 38 (18,26%)  | 4 (1,63%)    | 1 (0,33%)    |
| Укупно             | 126         | 197          | 208          | 245          | 297          |